# Stig Billberg
Stig Lill-John Harald Billberg, född 24 maj 1939 i Stoby, Kristianstads län, är en svensk skådespelare.
Billberg tillhörde ensemblen på Teater Narren och flyttade sedan till Paxteatern för att 1973 tillsammans med Anders T. Peedu, Peter Jankert och Birgitta Cederholm bilda Gotlands Teater.[källa behövs]

## Filmografi
- 1969 – Misshandlingen

## Översättning
- Wolfgang Hildesheimer: Nattstycke (otryckt översättning för Stockholms studentteater 1963)

### Fotnoter
1. ↑  ”Stig Billberg”. Svensk Filmdatabas. http://sfi.se/sv/svensk-filmdatabas/Item/?type=PERSON&itemid=68621&ref=%2ftemplates%2fSwedishFilmSearchResult.aspx%3fid%3d1225%26epslanguage%3dsv%26searchword%3dStig+Billberg%26type%3dPerson%26match%3dBegin%26page%3d1%26prom%3dFalse. Läst 14 oktober 2012.